# Premi Donostia

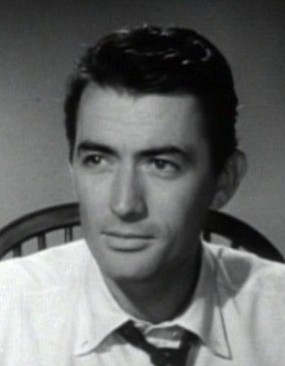
Gregory Peck, primer Premi Donostia, el 1986

El Premi Donostia és un premi cinematogràfic de caràcter honorífic que es lliura al Festival Internacional de Cinema de Sant Sebastià. Es va crear el 1986, quan Diego Galán era el director del festival, amb el propòsit d'atraure estrelles al certamen. Es va buscar que el guardonat tingués alguna pel·lícula que es pogués exhibir un cop acabada la cerimònia de lliurament del premi.
La intenció de Galán era la de donar el primer Premi Donostia a Jack Lemmon, però l'agenda de l'actor li va impedir de recollir-lo. És per això que es va escollir Gregory Peck com a primera opció.

## Palmarès
- 2020: Viggo Mortensen.[1]
- 2019: Penélope Cruz, Costa-Gavras i Donald Sutherland.[2]
- 2018: Hirokazu Koreeda, Danny DeVito i Judi Dench.[3]
- 2017: Ricardo Darín, Monica Bellucci i Agnès Varda
- 2016: Sigourney Weaver,[4] Ethan Hawke[5]
- 2015: Emily Watson[6]
- 2014: Denzel Washington, Benicio del Toro.[7]
- 2013: Carmen Maura,[8] Hugh Jackman.[9][10]
- 2012: Oliver Stone (Especial 60 Aniversari); Ewan McGregor, Tommy Lee Jones, John Travolta; Dustin Hoffman (Especial 60 aniversari).[11][12][13][14]
- 2011: Glenn Close.[15]
- 2010: Julia Roberts.[16]
- 2009: Ian McKellen.[17]
- 2008: Antonio Banderas, Meryl Streep.
- 2007: Richard Gere, Liv Ullmann.
- 2006: Max von Sydow, Matt Dillon.
- 2005: Willem Dafoe, Ben Gazzara.
- 2004: Annette Bening, Jeff Bridges, Woody Allen.
- 2003: Robert Duvall, Sean Penn, Isabelle Huppert.
- 2002: Jessica Lange, Bob Hoskins, Dennis Hopper; Francis Ford Coppola (Especial 50 Aniversari).
- 2001: Julie Andrews, Warren Beatty, Francisco Rabal.
- 2000: Michael Caine, Robert De Niro.
- 1999: Anjelica Huston, Fernando Fernán Gómez, Vanessa Redgrave.
- 1998: Anthony Hopkins, John Malkovich.
- 1997: Michael Douglas, Jeremy Irons, Jeanne Moreau.
- 1996: Al Pacino.
- 1995: Susan Sarandon, Catherine Deneuve.
- 1994: Lana Turner.
- 1993: Robert Mitchum.
- 1992: Lauren Bacall.
- 1991: Anthony Perkins.
- 1990: Claudette Colbert.
- 1989: Bette Davis.
- 1988: Vittorio Gassman.
- 1987: Glenn Ford.
- 1986: Gregory Peck.